# 河原利明
河原 利明（かわはら としあき、1889年（明治22年）10月28日 - 1942年（昭和17年）10月19日）は、大日本帝国陸軍軍人。最終階級は陸軍中将。功二級

## 経歴
鹿児島県、現在の鹿児島市で生まれた。陸軍士官学校第24期、陸軍大学校第34期卒業卒業。1935年（昭和10年）12月に飛行第9連隊長に就任し、1936年（昭和11年）8月に陸軍航空兵大佐に進級した。1937年（昭和12年）に陸軍士官学校分校幹事に転じ、1938年（昭和13年）に陸軍航空士官学校幹事に就任。
1939年（昭和14年）3月9日に陸軍少将に進級し、8月1日に東京陸軍航空学校長に着任。1940年（昭和15年）12月に第4飛行団長に転じ、1942年（昭和17年）8月15日に南方航空輸送司令官（南方軍）に就任。同年10月14日に南シナ海上空で戦死した。同日任陸軍中将。

## 栄典
勲章等
- 1940年（昭和15年）8月15日 - 紀元二千六百年祝典記念章[5]